# Fosas clandestinas de Tetelcingo
Las fosas clandestinas de Tetelcingo, en el estado mexicano de Morelos, se encuentran en un predio en el que la Fiscalía General del Estado enterró al menos 117 cuerpos no identificados o sin reclamar por algún familiar. Debido al carácter ilegal de estas fosas y a la sospecha de que se tratara de personas asesinadas por el crimen organizado, el Movimiento por la Paz con Justicia y Dignidad, encabezado por Javier Sicilia; la Brigada Nacional de Búsqueda de Personas Desaparecidas; la Red Eslabones por los Derechos Humanos; Cauce Ciudadano A.C. y la Red Retoño, junto con la Universidad Autónoma del Estado de Morelos instalaron una carpa para la identificación de los cuerpos, los cuales tenían señas de tortura.

## Acontecimientos
El 24 de mayo de 2014, Oliver Wenceslao Navarrete Hernández, comerciante de Cuautla de Morelos, fue secuestrado por siete hombres armados. Su cuerpo fue encontrado en una barranca cercana y llevado al Servicio Médico Forense del estado. Sin embargo, a pesar de que había sido reconocido por su madre, el cuerpo fue inhumado en una fosa común con otros restos humanos. Dicha fosa, se descubriría más tarde, no tenía las características adecuadas de una fosa común.
La Fiscalía General del Estado de Morelos sepultó 150 cuerpos sin identificar en un predio denominado “El Maguey” sin el uso de suelo adecuado para este tipo de procedimientos. A través de firmas, documentos falsificados y sin certificados de defunción de por medio, la fiscalía efectuó estas acciones. La inhumación de los cuerpos se realizó entre 2010 y 2013, cuando Rodrigo Dorantes Salgado era procurador de Justicia de Morelos, razón por la cual fue llamado a declarar en septiembre de 2016.
El activista Javier Sicilia señaló que este hecho no solo era reprobable porque el gobierno encabezado por Graco Ramírez había actuado de manera imprudente e ilegal, sino que podría estar coludido con el crimen organizado.
Debido a la presión mediática y social, el 3 de junio de 2016 las autoridades del estado anunciaron la finalización de la exhumación de 117 cuerpos humanos para investigar el material genético y compararlos con personas que se encuentran en la búsqueda de familiares desaparecidos.
La UAEM presentó un informe titulado Tetelcingo: Interpretaciones preliminares, donde se encontraron signos de violencia física y tortura en 84 cadáveres como impactos de arma de fuego en el cráneo o fractura de los mismos, quemaduras en prendas o partes del cuerpo, órganos extraídos, amputaciones, cuero cabelludo extraído del cráneo, signos sin explicación forense, lo cual indica que es posible que se trate de encubrimiento de delitos por parte de las autoridades de la fiscalía del estado.

## Restos localizados
El informe reveló que entre los cuerpos sin identificar se encontraban tres niñas, una recién nacida, una de entre ocho y diez años y otra de siete años. La forma en que fueron hallados los 117 cuerpos en las fosas indica que fueron sepultados de forma similar a la que los grupos del crimen organizado, como Los Zetas, sepultan a sus víctimas, señaló Roberto Villanueva, del programa de Atención a Víctimas de la UAEM.
Además de los cuerpos de numerosas personas torturadas, se encontró el de una maestra que había sido secuestrada, identificada por sus familiares.
El 24 de octubre de 2016, el cuerpo de Israel Hernández Torres, comerciante que había sido secuestrado en 2012, fue entregado a sus familiares luego de que las autoridades de Cuautla lo sepultaran en la fosa común de Tetelcingo de manera irregular. Sus restos habían sido enterrados en la fosa el 28 de marzo de 2014 sin que se lo hubieran notificado a sus familiares.
A principios de 2017, dos cuerpos más fueron identificados y entregados a sus familiares; uno de ellos fue el de Arturo Adame Estrada, asesinado al oriente del estado de Morelos en 2011, y el de Apolinar Delgado, quien desapareció el 1 de noviembre de 2013 y falleció atropellado por una ruta de transporte público en Cuernavaca. Ambos cuerpos fueron inhumados en fosas clandestinas el 28 de marzo de 2014, sin la correspondiente notificación a sus familiares.

## Consecuencias legales
Por el caso de las fosas clandestinas de Tetelcingo hay dos funcionarios menores en un proceso judicial, y aunque quien fue fiscal de Morelos en el momento del descubrimiento de las fosas, Rodrigo Dorantes Salgado, fue llamado a declarar, fue asignado como delegado de la Procuraduría General de la República en Durango.